# Serrières, Ardèche

Serrières este o comună în departamentul Ardèche din sud-estul Franței. În 1 ianuarie 2022 avea o populație de 1.074 de locuitori.